# مركز سكاني

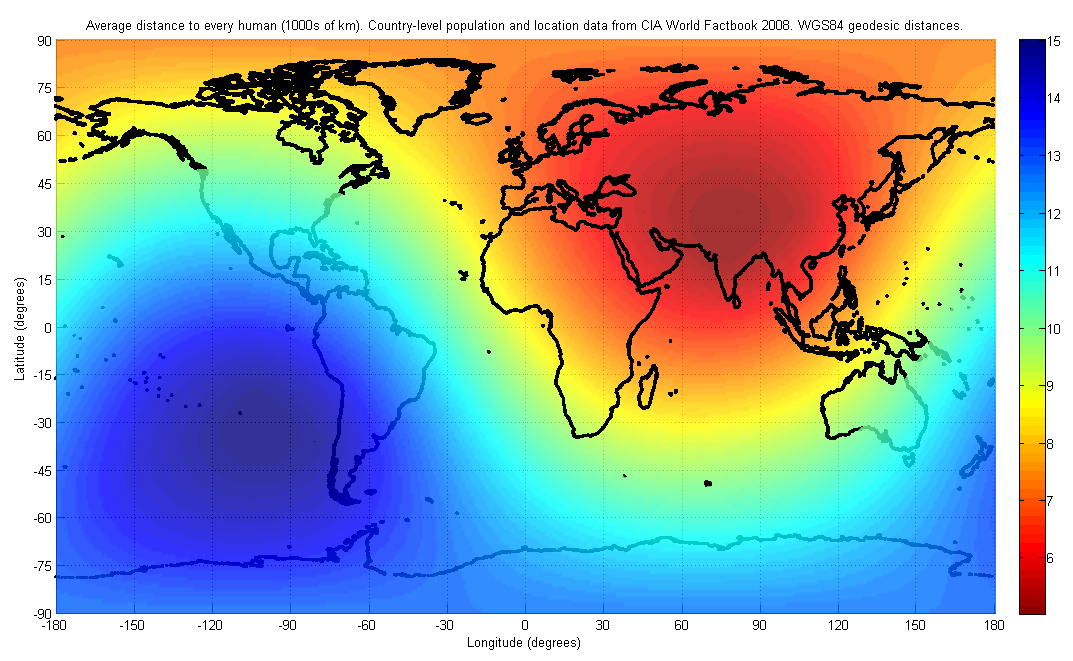
لأغراض توضيحية فقط: حُسبت أقرب نقطة على الأرض من كل شخص في العالم في المتوسط لتكون في آسيا الوسطى، بمتوسط مسافة. النقطة المقابلة لها هي أبعد نقطة عن أي شخص على وجه الأرض، وتقع في جنوب المحيط الهادئ بالقرب من جزيرة القيامة ، بمتوسط مسافة .تٌجمع البيانات المستخدمة في هذا الرقم على مستوى الدولة، وبالتالي فهي دقيقة فقط للمسافات على مستوى الدولة.

مركز السكان أو المركز السكاني (بالإنجليزية: Center of population)‏ هو نقطة جغرافية تصف نقطة مركزية لسكان المنطقة، تحدد هذه النقطة بطرق متعددة، لذلك، فقد تختلف بين موقع جغرافي وآخر، تتداخل هذه الكلمة في معناها مع كلمات أخرى وتختلط في المعنى.
- نقطة محورية: هي النقطة التي تمثل وسط توزيع سكان منطقة ما.
- مركز افتراضي: على الرغم من كونه موقعًا جغرافيًا محددًا، إلا أنه لا يمثل بالضرورة مدينة أو تجمعًا حضريًا محددًا.
- أهمية الموقع: يُستخدم لتحديد اتجاهات توزيع السكان، ومراكز الكثافة السكانية، ومناطق التركيز داخل منطقة ما.[1]

## طرق تحديد مركز السكان
يحسب المركز السكاني بعدة طرق، أحد الطرق الشائعة تكون عبر حساب المتوسط الحسابي لإحداثيات خطوط العرض والعرض لجميع السكان.
من الطرق الأخرى لحساب المتوسط السكاني تكون عبر حساب مركز الكتلة، حيث يتم توزيع "الوزن" لكل فرد حسب كثافة السكان في منطقته. قد يُحسب مركز السكان أيضاً حسب مركز الخدمات والذي يستخدم لتحديد الموقع بناءً على قرب السكان من الخدمات الأساسية مثل المدارس والمستشفيات.
من الجدير بالإشارة إلى اختلاف مركز السكان اعتمادًا على الطريقة المستخدمة، غالبًا ما يتم الخلط بين مركز السكان ومفاهيم أخرى مثل المدينة الأكثر اكتظاظًا بالسكان= أو العاصمة.

## تعاريف
- ثلاث نقاط مركزية شائعة الاستخدام (لكنها مختلفة) هي:

1. المركز المتوسط: المعروف أيضًا باسم النقطه الوسطى أو مركز الثقل؛
2. المركز الوسيط: وهو تقاطع خط الطول المتوسط وخط العرض المتوسط؛
3. الوسيط الهندسي: المعروف أيضًا باسم نقطة ويبر، أو نقطة فيرمات-ويبر ، أو نقطة الحد الأدنى من السفر الكلي.[1]

هناك تعقيد آخر ناتج عن الشكل المنحني للأرض. يتم الحصول على نقاط مركزية مختلفة اعتمادًا على ما إذا كان المركز محسوبًا في مساحة ثلاثية الأبعاد، أو مقيدًا بالسطح المنحني، أو محسوبًا باستخدام إسقاط خريطة مسطحة.

### مركز المتوسط
المركز المتوسط، أو النقطه الوسطى، هو النقطة التي تتوازن فيها الخريطة الصلبة عديمة الوزن بشكل مثالي، إذا تم تمثيل أفراد السكان كنقاط متساوية الكتلة.
رياضيًا، النقطة الوسطى هي النقطة التي يكون لدى السكان فيها أصغر مجموع ممكن من المسافات المربعة . ويمكن العثور عليه بسهولة عن طريق أخذ الوسط الحسابي لكل إحداثي. إذا تم تحديدها في الفضاء ثلاثي الأبعاد، فإن النقطه الوسطى من النقاط على سطح الأرض هي في الواقع داخل الأرض. ويمكن بعد ذلك إسقاط هذه النقطة مرة أخرى على السطح. وبدلاً من ذلك، يمكن للمرء تحديد النقطه الوسطى مباشرة على إسقاط خريطة مسطحة؛ وهذا، على سبيل المثال، هو التعريف الذي يستخدمه مكتب الإحصاء الأمريكي .
على عكس الاعتقاد الخاطئ الشائع، فإن النقطه الوسطى لا تقلل من متوسط المسافة إلى السكان. تنتمي هذه الخاصية إلى الوسيط الهندسي.

### مركز الوسيط
المركز الأوسط :هو تقاطع خطين متعامدين، يقسم كل منهما السكان إلى نصفين متساويين. عادةً ما يتم اختيار هذين الخطين ليكونا متوازيين (خط العرض ) وخط الطول (خط الطول ). في هذه الحالة، يمكن العثور على هذا المركز بسهولة عن طريق أخذ متوسطات إحداثيات خطوط الطول والعرض للسكان بشكل منفصل. أطلق جون توكي على هذا اسم الوسيط المتقاطع.

### الوسيط الهندسي
الوسيط الهندسي :هو النقطة التي يكون لدى السكان فيها أصغر مجموع مسافات ممكن (أو ما يعادله، أصغر متوسط مسافة). وبسبب هذه الخاصية، تُعرف أيضًا بنقطة الحد الأدنى من السفر الكلي. لسوء الحظ، لا يوجد تعبير مباشر مغلق للوسيط الهندسي؛ يتم حسابه عادةً باستخدام الطرق التكرارية
```
الوسط الهندسي يستخدم لإظهار متوسط القيم في حالة كون البيانات عبارة عن نسب ، كما ىو الحال في
```

معدلات نمو السكان ، ويحسب في حالتين :
1. حالة البيانات غير المبوبة .[4]
2. حالة البيانات المبوبة.[4]

#### الحساب العملي
وفي الحساب العملي، يتم اتخاذ القرارات أيضًا بشأن دقة (خشونة) البيانات السكانية، اعتمادًا على أنماط الكثافة السكانية أو عوامل أخرى. على سبيل المثال، قد يختلف مركز السكان لجميع المدن في بلد ما عن مركز السكان لجميع الولايات (أو المقاطعات، أو التقسيمات الفرعية الأخرى) في نفس البلد. قد تؤدي الطرق المختلفة إلى نتائج مختلفة.
تشمل الاستخدامات العملية للعثور على مركز السكان تحديد المواقع المحتملة للعواصم المستقبلية ، مثل : برازيليا أو أستانا أو أوستن ، وعلى نفس المنوال، لتسهيل تحصيل الضرائب.
```
يعد الاختيار العملي لموقع جديد للعاصمة مشكلة معقدة تعتمد أيضًا على أنماط الكثافة السكانية وشبكات النقل.
```

## العالم
ومن المهم استخدام أسلوب لا يعتمد على الإسقاط ثنائي الأبعاد عند التعامل مع العالم بأكمله. وفي دراسة أجراها المعهد الوطني للدراسات الديموغرافية. تتعامل منهجية الحل مع الكرة الأرضية فقط. ونتيجة لذلك، فإن الإجابة مستقلة عن إسقاط الخريطة المستخدم أو مكان تمركزه. كما هو موضح أعلاه، سيعتمد الموقع الدقيق لمركز السكان على دقة البيانات السكانية المستخدمة ومقياس المسافة. مع المسافات الجيوديسية كمقياس متري، ودقة تبلغ 1,000 كيلومتر (600 mi) ، مما يعني أن مركزين سكانيين ضمن 1000 يتم التعامل مع الكيلومترات من بعضها البعض كجزء من مركز سكاني مشترك أكبر من موقع متوسط، وجد أن المركز السكاني في العالم يقع "عند مفترق الطرق بين الصين والهند وباكستان وطاجيكستان" بمتوسط مسافة 5,200 كيلومتر (3,200 mi) لجميع البشر.
```
البيانات المستخدمة في المرجع تدعم هذه النتيجة 
بدقة
 لا تتجاوز بضع مئات من الكيلومترات، وبالتالي فإن الموقع الدقيق غير معروف.
```

وجد تحليل آخر، باستخدام البيانات السكانية على مستوى المدينة، أن مركز سكان العالم قريب من ألماتي في كازاخستان.

## حسب البلد

### أستراليا
يقع المركز السكاني المركزي لأستراليا في وسط نيو ساوث ويلز . بحلول عام 1996، كانت قد تحركت قليلاً إلى الشمال الغربي منذ عام 1911. تحركت فقط 1.4 كم شمالاً في عام 2022 مقارنة بالعام السابق.

### كندا
في كندا، حددت دراسة أجريت عام 1986 نقطة الحد الأدنى من السفر الكلي شمال تورونتو في مدينة ريتشموند هيل ، والتحرك غربًا بمعدل حوالي 2 متر يوميًا.

### الصين
لقد تجولت النقطه الوسطى السكانية في الصين داخل جنوب خنان من عام 1952 إلى عام 2005. وبالمناسبة; فإن تاريخي نقطة النهاية قريبان بشكل ملحوظ من بعضهما البعض. وترسم الصين أيضًا مركزها الاقتصادي أو مركز الاقتصاد/الناتج المحلي الإجمالي، والذي تحرك أيضًا، ويقع عمومًا على حدود خنان الشرقية.

### إستونيا

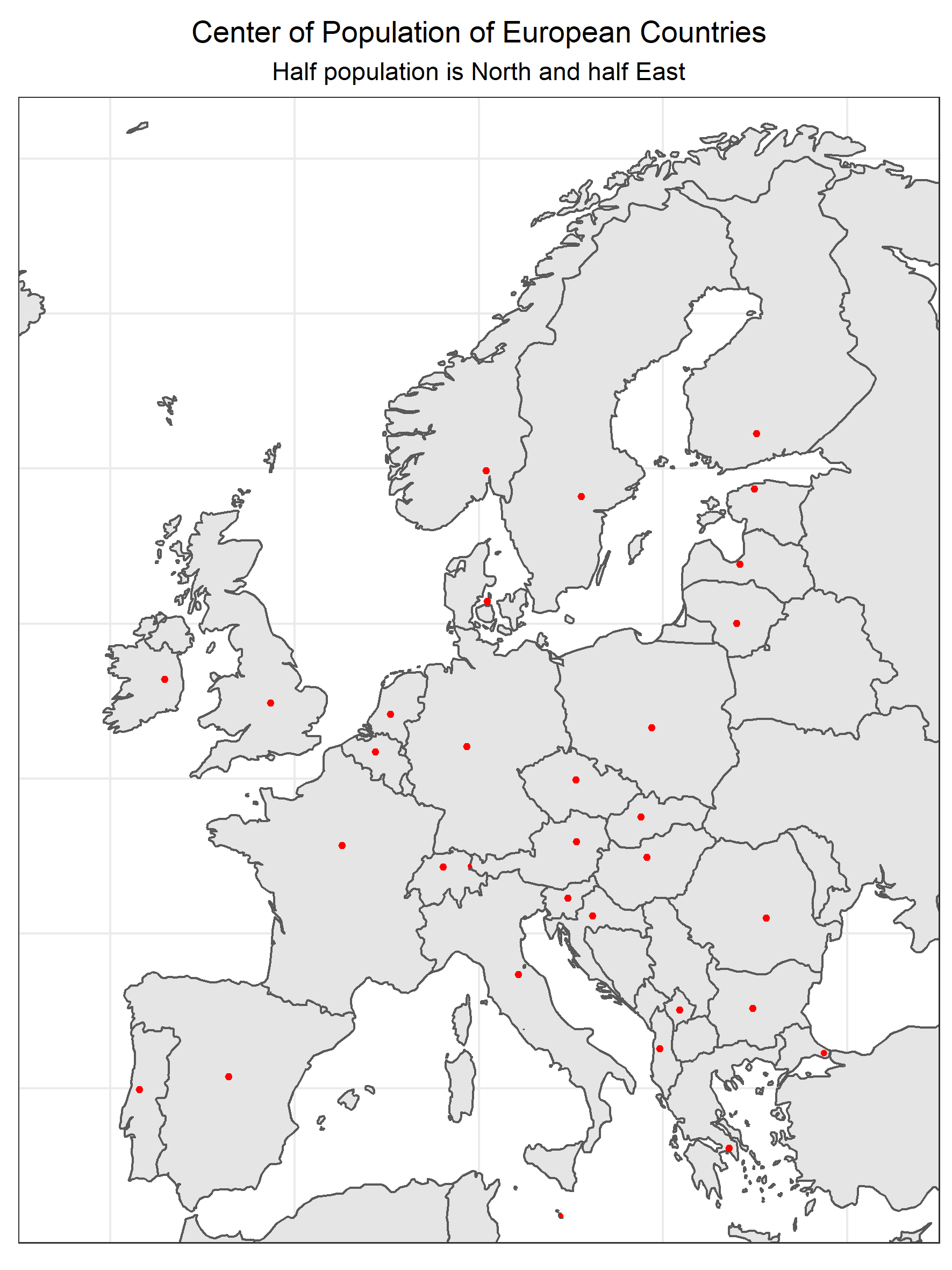
متوسط مركز السكان في الدول الأوروبية في عام 2011

كان مركز سكان إستونيا يقع على الشاطئ الشمالي الغربي لبحيرة Võrtsjärv في عام 1913م وانتقل بمعدل 6 كم شمال غرب كل عقد حتى السبعينيات. أدت معدلات الهجرة المرتفعة خلال [[جمهورية إستونيا الاشتراكية السوفيتية|الاحتلال السوفييتي]] المتأخر إلى تالين وشمال شرق إستونيا في الغالب إلى تحرك مركز السكان بشكل أسرع نحو الشمال، وقد أدى استمرار التحضر إلى تحركه شمال غرب نحو تالين منذ التسعينيات. كان مركز السكان حسب تعداد 2011 في جوري Jüri، فقط 6 كم جنوب شرق حدود تالين.

### فنلندا
في فنلندا، تقع نقطة الحد الأدنى من السفر الكلي في بلدية هوهو السابقة. وهي تتحرك قليلاً إلى الجنوب الغربي الغربي كل عام لأن الناس ينتقلون من المناطق الطرفية في شمال وشرق فنلندا.

### ألمانيا
في ألمانيا، يقع المركز المركزي للسكان في سبانجينبيرج ، هيسن ، بالقرب من كاسل.

### بريطانيا العظمى
لم يتحرك مركز السكان في بريطانيا العظمى بشكل ملحوظ في القرن العشرين. في عام 1901، كان في رودسلي ، ديربيشاير, وفي عام 1911 في لونجفورد . في عام 1971 كان في نيوهال ، سوادلينكوت ، جنوب ديربيشاير وفي عام 2000، كان في أبليبي بارفا ، ليسيسترشاير. باستخدام تعداد عام 2011، يمكن حساب المركز السكاني في سنارستون ، سوادلينكوت.

### أيرلندا
يقع المركز السكاني لجزيرة أيرلندا بأكملها بالقرب من كيلكوك ، مقاطعة كيلدير . وهذا أبعد بكثير شرقًا من المركز الجغرافي لأيرلندا ، مما يعكس المدن الكبيرة بشكل غير متناسب في شرق الجزيرة ( بلفاست ودبلن ). يقع المركز السكاني لجمهورية أيرلندا جنوب غرب إدندري ، مقاطعة أوفالي.

### اليابان
يقع المركز السكاني لسكان اليابان في محافظة جيفو ، شمال مدينة ناغويا مباشرةً تقريبًا، وكانت تتحرك من الشرق إلى الجنوب الشرقي خلال العقود القليلة الماضية. منذ عام 2010، كانت المناطق الكبيرة الوحيدة في اليابان التي شهدت نموًا سكانيًا كبيرًا هي محافظة طوكيو الكبرى وأوكيناوا.

### نيوزيلندا

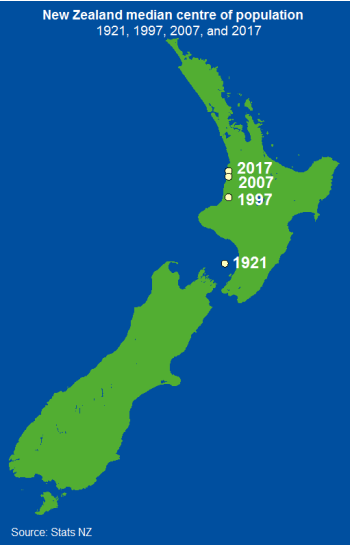
متوسط مركز السكان في نيوزيلندا مع مرور الوقت

في يونيو 2008، كان متوسط مركز السكان في نيوزيلندا يقع بالقرب من تاهاروا ، حوالي 100 كم (65 ميل) جنوب غرب هاميلتون على الساحل الغربي للجزيرة الشمالية. في عام 1900 كانت بالقرب من نيلسون وكانت تتحرك بثبات شمالًا (باتجاه أوكلاند ، المدينة الأكثر اكتظاظًا بالسكان في البلاد) منذ ذلك الحين.

### السويد
المركز الديموغرافي للسويد (باستخدام تعريف المركز المتوسط) هو هجورتكفارن في بلدية هالسبيرج ، مقاطعة أوريبرو . بين تعداد عامي 1989 و2007، تحركت النقطة بضعة كيلومترات إلى الجنوب، بسبب انخفاض عدد السكان في شمال السويد والهجرة إلى الجنوب.

### روسيا
تم حساب مركز السكان في الاتحاد الروسي بواسطة AK Gogolev.

### تايوان
يقع المركز السكاني لتايوان في منطقة هيبينج، تايتشونغ .
تم حساب متوسط مركز سكان الولايات المتحدة (باستخدام تعريف النقطه الوسطى) لكل تعداد سكاني للولايات المتحدة منذ عام 1790. على مدى القرنين الماضيين، تقدمت باتجاه الغرب، ومنذ عام 1930، باتجاه الجنوب الغربي، مما يعكس الانجراف السكاني. على سبيل المثال: في عام 2010، كان المركز المتوسط يقع بالقرب من بلاتو بولاية ميسوري ، في الجزء الجنوبي الأوسط من الولاية، بينما في عام 1790، كان يقع في مقاطعة كينت بولاية ماريلاند ، 47 ميل (76 كـم) شرق وشمال شرق العاصمة الفيدرالية المستقبلية واشنطن العاصمة.

## روابط خارجية
- ورقة بحثية برلمانية أسترالية مع خريطة للنقط الوسطى السكانية .
- مكتب الإحصاء الأمريكي: مراكز السكان